# 伦尼·克拉伊泽尔堡
伦尼·克拉伊泽尔堡（英語：Lenny Krayzelburg，1975年9月28日—），美国男子游泳运动员。他曾代表美国参加2000年和2004年夏季奥林匹克运动会游泳比赛，获得四枚金牌。